# Sint-Catharinabegijnhof
Het Begijnhof van Tongeren of Begijnhof van Sint-Catharina is een begijnhof in de Belgische stad Tongeren en behoort tot de oudste begijnhoven van Vlaanderen. Het begijnhof wordt tot het zogenoemde stedelijke type gerekend en ligt in het zuidoosten van het stadscentrum.

## Geschiedenis

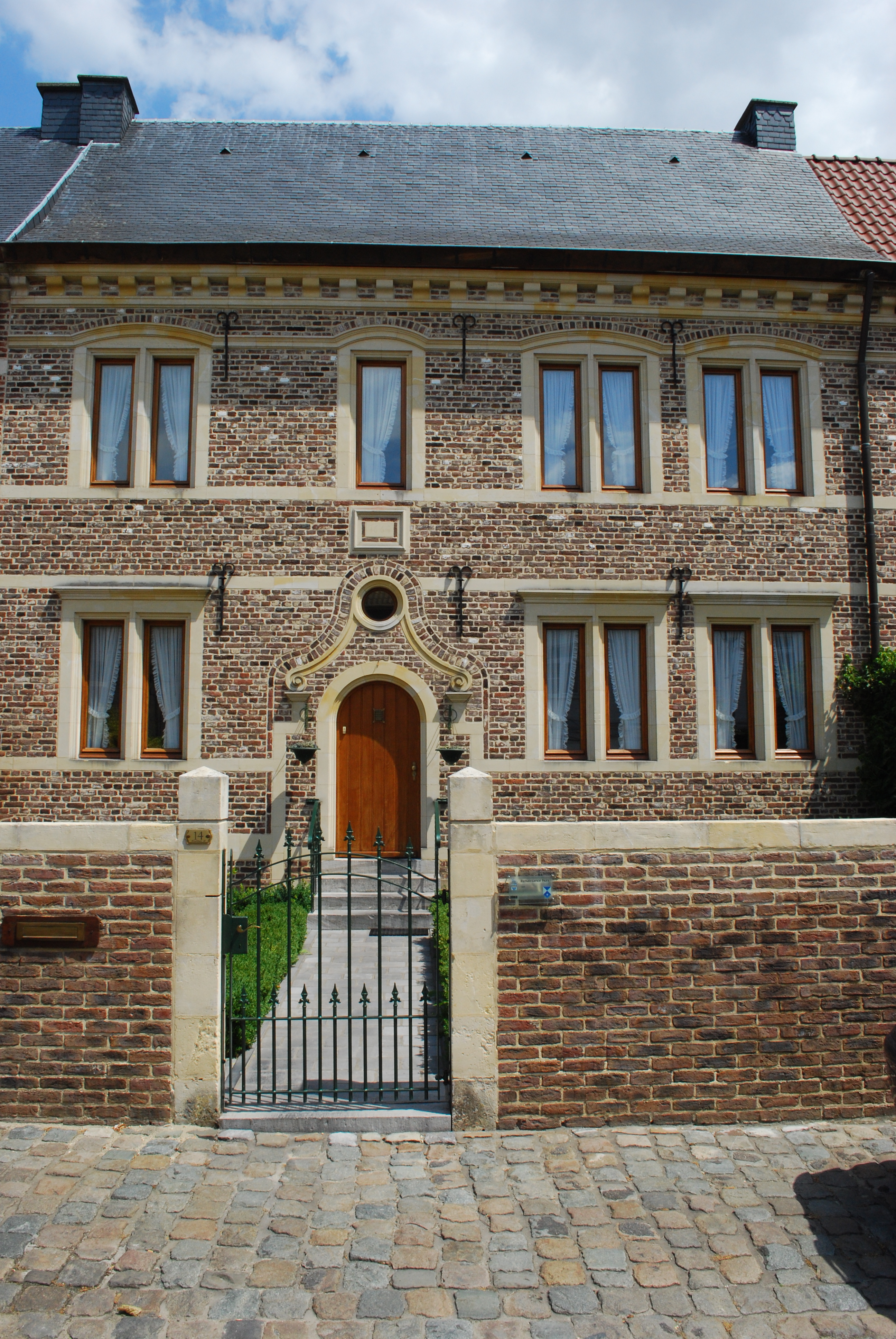
Begijnhofhuisje

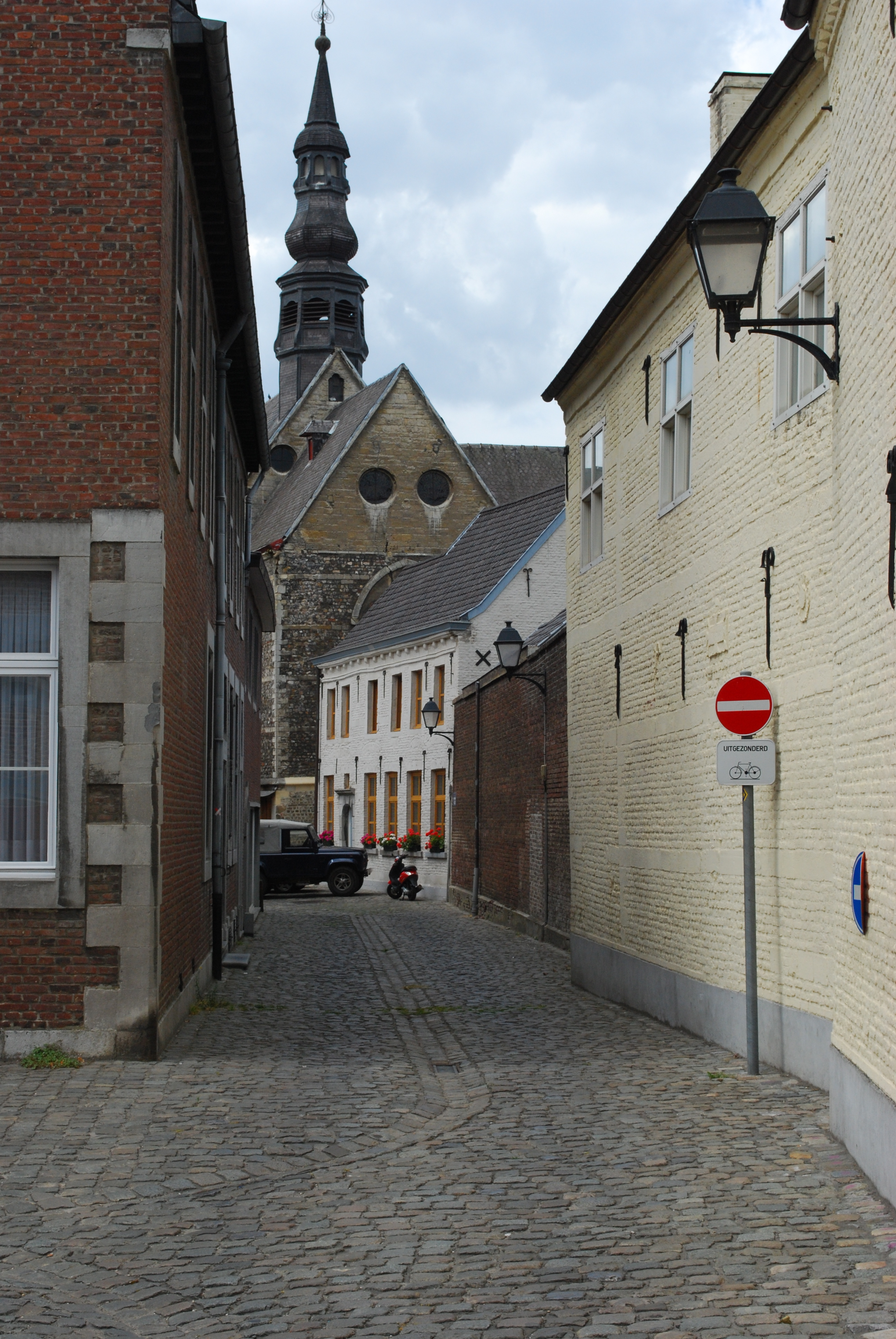
Begijnhofkerk en voormalige woning van de minderbroeders

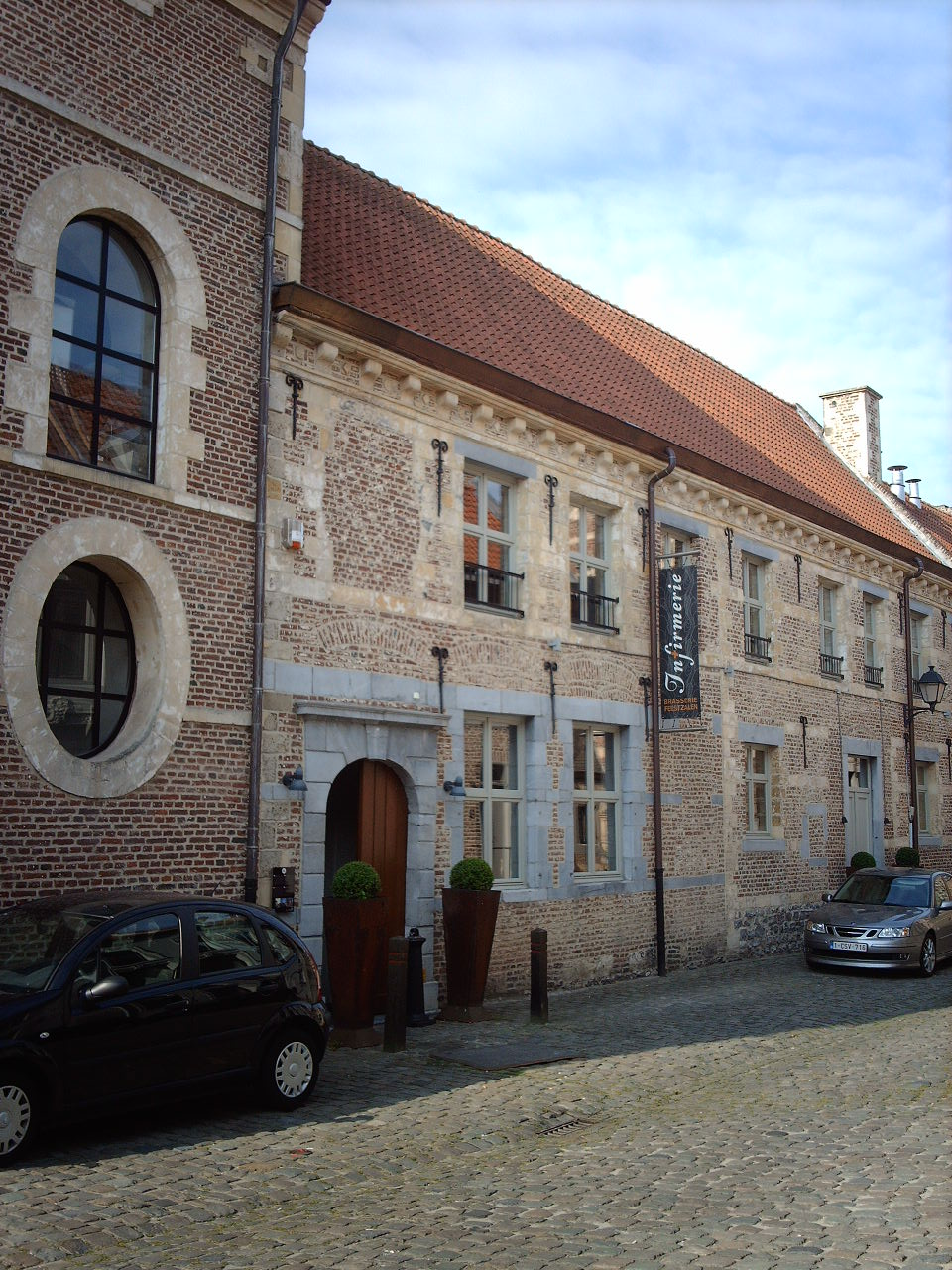
Infirmerie

Reeds vóór 1239 waren er al begijnen aanwezig in Tongeren, ze leefden in de buurt van het oude Sint-Jacobsgasthuis nabij de Kruispoort. Om Tongeren beter te kunnen verdedigen tegen invallen werd tussen 1240 en 1290 een omwalling gebouwd rond het centrum, hierdoor kwam het woongebied van de begijnen buiten de stadsmuren te liggen. Daarom werd in 1257 aan de begijnen een lapje grond toegekend in de buurt van de Jeker en de Moerenpoort.
Het begijnhof lag nu binnen de stadsmuren, maar doordat het begijnhof volledig ommuurd was, bleef het afgescheiden van de rest van de stad. De eerste eeuwen kende het begijnhof een rustige geschiedenis, die gepaard ging met een bescheiden groei. De bebouwing bleef beperkt tot het centraal gedeelte rond de Sint-Catharinakerk. Op de overige delen van het perceel lagen een kerkhof en een boomgaard.
Na een lange periode van rustige bloei kwam de woelige 16de eeuw: door oplopende strubbelingen tussen katholieken en protestanten kregen de begijnen het zwaar te verduren. In de tweede helft van de 16de eeuw kwam het tot een escalatie waarbij de bezittingen van de begijnen geplunderd en verwoest werden. In navolging van de contrareformatie kende het begijnhof een ongekende bloei in de 17de eeuw. De begijnen werden welgesteld en de houten huisjes werden vervangen door stenen huisjes. Tussen 1610 en 1716 werd het ganse perceel volgebouwd. In 1677 kwam er aan deze bloei bijna een abrupt einde. Tongeren werd getroffen door een grote brand, maar dankzij een compromis met de Franse troepen bleef het begijnhof gespaard van deze ramp. Aan het begin van de 18de eeuw kende het begijnhof zijn hoogtepunt; het telde toen bijna 100 woningen en meer dan 300 begijnen. Het begijnhof was opgetrokken rond acht straten. Voorts waren er drie waterputten en enkele openbare gebouwen.
Tijdens de Franse Revolutie, in 1789, werd het begijnhof door de bezettende Fransen onteigend en aan particulieren verkocht. In 1818 werd de enige begijnhofpoort afgebroken, in 1841 werden het aanpalend poorthuis en een deel van de begijnhofmuur gesloopt. Andere delen van de ommuring werden omgevormd tot woningen. De muren werden geïntegreerd in de gevels. In de woningen aan de buitenkant van het begijnhof is de oorspronkelijke muur nog duidelijk te herkennen in de gevels. Ook het oude kerkhof van het begijnhof werd volledig gesaneerd en tot binnenhof omgevormd. Het begijnhof werd minder en minder een 'stad in de stad', in plaats daarvan werd het geïntegreerd in de rest van stadscentrum.

## Architectuur
Bredestraat
Deze straat verbindt de Sint-Catharinakerk met het plein Onder de Linde. Deze straat wordt gekenmerkt door een veelheid aan stijlen, doordat de woningen verschillende malen werden verbouwd. Zo vindt men er huizen in classicistische, neoclassicistische en Maasstijl terug.
Brouwerstraat
De Brouwerstraat verbindt de Sint-Catharinakerk met de Sint-Ursulastraat ter hoogte van het Brouwhuis, deze straat vormde de oudste kern van het begijnhof. In deze straat bevinden zich de oudste huisjes van het begijnhof, het oudste dateert uit 1622. In de Brouwerstraat ligt eveneens een convent uit 1632, dit was een van de laatste conventen voordat de begijnen meer en meer alleen gingen wonen in kleine huisjes.
Onder de Linde
Dit gedeelte van het begijnhof was gekend als de 'Kleine Boomgaard', zoals de naam doet vermoeden bevond hier in de beginperiode van het begijnhof de boomgaard waar de begijnen fruit en groenten verbouwden. Door de grote bloei van het begijnhof in de 17de eeuw werd in 1648 de hele boomgaard volgebouwd. Deze huisjes werden vooral bewoond door welgestelde begijnen, de huisjes worden gekenmerkt door een ommuurd voortuintje dat uitgeeft op het plein Onder de Linde.
Sint-Catharinastraat
Deze straat begrenst de ganse noordzijde van het begijnhof, tot aan het midden van de 17de eeuw bevond zich in deze straat de ommuring van het begijnhof, evenals de begijnhofpoort en het aanpalende poorthuis. De toegangspoort en het poorthuis werden in de 19de eeuw gesloopt, de begijnhofmuur werd al in de 1648 geïntegreerd in de gevels van de begijnhofwoningen die uitgeven op de buitenkant van de ommuring. Hierdoor werd het gesloten karakter van het begijnhof in beperkte mate doorbroken. Aan de overzijde van deze woningen bevindt zich het Agnetenklooster, dat strikt genomen geen deel uitmaakt van het begijnhof.
Sint-Jozefstraat
Deze smalle straat verbindt de Sint-Rosastraat met de Sint-Ursulastraat ter hoogte van de Sint-Ursulakapel. In deze straat bevinden zich enkele kleinere, meer bescheiden begijnhofhuisjes uit de 17de eeuw.
Sint-Rosastraat
In deze straat was het Godshuis of noviciaat gelegen, in dit gebouw brachten de novicen eerst een proefperiode door vooraleer ze begijn werden, dit noviciaat werd gesticht in de 16de eeuw door novicen meesteres Elisabeth Haemers. In deze straat bevindt zich eveneens het Poverellohuis van Tongeren, dit gebouw was de voormalige woning van de minderbroeders die de begijnhofkerk bedienden. Aan het einde van deze straat bevindt zich de Moerenpoort.
Sint-Ursulastraat
De Sint-Ursulastraat is de langste en belangrijkste straat van het begijnhof. Aan het begin van deze straat ligt het voormalige slachthuis. In het midden van deze straat liggen de belangrijkste openbare gebouwen van het begijnhof. Zo bevindt zich er het Brouwhuis, de voormalige begijnhofbrouwerij uit 1644, deze brouwerij was gevestigd in een diephuis in Maasstijl. Naast het Brouwhuis ligt de Infirmerie, deze instelling bestond al in 1264 en deed dienst als ziekenverblijf enerzijds en gastenverblijf anderzijds. Het huidige gebouw dateert uit de tweede helft van de 17de eeuw. Na de sluiting van de Infirmerie aan het begin van de 19de eeuw heeft gebouw nog dienstgedaan als weeshuis en meisjesschool. Aan de achterzijde van de Infirmerie bevindt zich de Lakenmakerstoren, die deel uitmaakt van de middeleeuwse omwalling. Vlak naast de Infirmerie ligt de Sint-Ursulakapel, die reeds ingewijd werd in 1294, in 1701 werd de kapel grondig verbouwd. Het einde van de Sint-Ursulastraat wordt gekenmerkt door de grotere begijnhofhuisjes met ommuurde voortuintjes, zoals de huisjes die terug te vinden zijn Onder de Linde.
Slachthuisstraat
De meeste huizen in deze straat zijn geen originele begijnhofhuisjes, maar zijn gebouwd in de 19de eeuw. Ook het slachthuis waarnaar de naam van deze straat verwijst werd pas gebouwd in 1834. Aan het einde van de jaren 80 van de 20ste eeuw werd het slachthuis omgevormd tot een jeugdherberg.

## Erkenning
- 1998: Geplaatst op de werelderfgoedlijst van de UNESCO samen met een twaalftal andere Vlaamse begijnhoven.